# Chaetonotida
Ordre
Les Chaetonotida sont un ordre de gastrotriches.

## Liste des sous-ordres et familles
Selon World Register of Marine Species (20 juin 2025) :
- sous-ordre des Multitubulatina d'Hondt, 1971
  - famille des Neodasyidae Remane, 1929
- sous-ordre des Paucitubulatina d'Hondt, 1971
  - famille des Chaetonotidae Gosse, 1864
  - famille des Dasydytidae Daday, 1905
  - famille des Dichaeturidae Remane, 1927
  - famille des Muselliferidae Leasi & Todaro, 2008
  - famille des Neogosseidae Remane, 1927
  - famille des Proichthydiidae Remane, 1927
  - famille des Xenotrichulidae Remane, 1927

## Systématique
Cet ordre a été décrit par Remane en 1925.

## Publication originale
- (de) Remane, « Organisation und systematische Stellung der aberranten Gastrotrichen », Verhandlungen der Deutschen Zoologischen Gesellschaft, 1925, vol. 30, p. 121-128.